# اجتماع واتس (اکلاهما)
اجتماع واتس (به انگلیسی: Watts Community) یک منطقهٔ مسکونی در ایالات متحده آمریکا است که در شهرستان ادیر، اکلاهما واقع شده‌است. اجتماع واتس ۴۸٫۰ کیلومتر مربع مساحت و ۵۰۰ نفر جمعیت دارد.